# Facultad de Ciencias Jurídicas y Políticas (Universidad de Carabobo)
La Facultad de Ciencias Jurídicas y Políticas (abreviada FCJP) es una de las siete facultades de la Universidad de Carabobo en Venezuela. Es una de las primeras facultades inauguradas de la universidad. Se encuentra ubicada en la Ciudad Universitaria Bárbula del Municipio Naguanagua en la ciudad de Valencia, Estado Carabobo en Venezuela. Posee 4 carreras de pregrado y 5 programas de postgrado.

## Historia
Su historia se remonta al 12 de marzo de 1915, cuando se crea un Instituto Oficial de Ciencias Políticas que llevó por nombre Miguel José Sanz, quien fue fundador del primer Colegio de Abogados de Venezuela. Ese mismo año, por decreto, se designó al Dr. Alejo Zuloaga como Director de ese mismo Instituto. El 13 de diciembre de 1949 esta Escuela de Ciencias Políticas pasa a estar adscrita a la Facultad de Derecho de la Universidad Central de Venezuela.
Luego de la reapertura de la Universidad en 1958 (ahora bajo el nombre de Universidad de Carabobo), la escuela de Derecho Miguel José Sanz, pasa a ser su Facultad de Derecho, uniéndose a esta las facultades de Medicina e Ingeniería como las tres primeras de esta etapa de la nueva historia de la casa de estudios.
En 2002 la facultad abandona su sede en el Convento de San Francisco en el centro de Valencia y se muda los terrenos dados en donación en el campus universitario de Bárbula. (siendo hasta entonces la única facultad que funcionaba fuera de dicho campus). En el 2011 ser abrieron las carreras de Ciencias Políticas y Ciencias Fiscales en el mismo recinto.